# Îles hawaïennes du Nord-Ouest

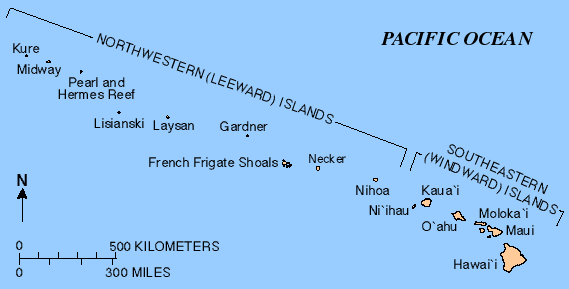
Carte de l'archipel d'Hawaï avec la distinction entre les îles du Sud-Est (Southeastern (Windward) Islands) et les îles du Nord-Ouest (Northeastern (Leeward) Islands).

Les îles hawaïennes du Nord-Ouest ou îles hawaïennes sous le vent, en anglais Northwestern Hawaiian Islands et Leeward Islands sont un ensemble de petites îles et atolls de l'archipel d'Hawaï située au nord-ouest des îles de Kauai et Niihau. Elles font partie de l'État américain d'Hawaï à l'exception des îles Midway administrées par l'United States Fish and Wildlife Service. Elles sont rattachées au Comté d'Honolulu et forme le Monument national marin de Papahānaumokuākea. Leur superficie totale est d'environ 8 km2.
Par ordre de distance croissante de Honolulu, les îles du Nord-Ouest comprennent :
- Nihoa (Moku Manu)
- Necker (Mokumanamana)
- Atoll de la Frégate française (Kānemilohaʻi)
- Gardner Pinnacles (Pūhāhonu)
- Maro Reef (Nalukākala)
- Laysan (Kauō)
- Lisianski (Papaāpoho)
- Atoll de Pearl et Hermes (Holoikauaua)
- Îles Midway (Pihemanu) - ne fait pas partie de l'État d’Hawaï
- Atoll de Kure (Mokupāpapa)